# Condado de Jefferson (Oklahoma)
El condado de Jefferson (en inglés: Jefferson County), fundado en 1907, es un condado del estado estadounidense de Oklahoma. En el año 2000 tenía una población de 6.818 habitantes con una densidad poblacional de 3 personas por km². La sede del condado es Waurika.

## Geografía
Según la Oficina del Censo, el condado tiene un área total de 2004 km² (773,7 mi²), de la cual 1965 km² (758,7 mi²) es tierra y 39 km² (15,1 mi²) es agua.

## Demografía
En fecha censo de 2000, había 6.818 personas, 2.716 hogares, y 1.863 familias que residían en el condado.
En el 2000 la renta per cápita promedia del condado era de $ 23,674 y el ingreso promedio para una familia era de $30,563. El ingreso per cápita para el condado era de $12,899. En 2000 los hombres tenían un ingreso per cápita de $25,195 frente a $16,589 para las mujeres. Alrededor del 19.20% de la población estaba bajo el umbral de pobreza nacional.

## Condados adyacentes
- Condado de Stephens (norte)
- Condado de Cárter (noreste)
- Condado de Love (este)
- Condado de Montague, Texas. (sur)
- Condado de Clay (suroeste)
- Condado de Cotton (oeste)

## Ciudades y pueblos
- Addington
- Cornish
- Hastings
- Ringling
- Ryan
- Sugden
- Terral
- Waurika

## Principales carreteras
- U.S. Highway 70
- U.S. Highway 81
- Carretera 5
- Carretera 32
- Carretera 89